# José Pampuro
José Juan Bautista Pampuro (Buenos Aires; 28 de diciembre de 1949-21 de enero de 2021) fue un médico y político argentino. Fue senador nacional entre 2005 y 2011 y designado presidente provisional del Senado durante tres años consecutivos. También ocupó el cargo de ministro de Defensa durante el mandato del presidente Néstor Kirchner.

## Biografía
Nació en Buenos Aires el 28 de diciembre de 1949. Se recibió de médico en la Universidad de Buenos Aires (UBA) y ejerció en la especialidad de oncólogo hasta 1983. Ocupó el cargo de secretario de Salud del partido de Lanús entre 1983 y 1987; en este último año fue elegido diputado nacional por el Partido Justicialista hasta 1991. En 1999 renovó el cargo de diputado. Desde el año 2000 al 2003 fue votado como el diputado con más proyectos de ley presentados en esos años, con un total de 134 proyectos presentados y 47 leyes aprobadas de su autoría.
En 2003, ya durante el transcurso de la etapa final de la presidencia de Eduardo Duhalde, Pampuro se desempeñó como secretario general de la Presidencia de la Nación. El 14 de diciembre de 2005 fue elegido, junto con Cristina Fernández de Kirchner, senador nacional, a través del Frente para la Victoria. Se desempeñó cuatro veces como presidente del Senado nacional de manera provisional, habiendo sido votado por los otros senadores para ocupar ese alto cargo legislativo en particular.
En 2007 se convirtió en el primer argentino en presidir el Parlamento del Mercosur, presidió el Parlamento del Mercosur entre 2007 y 2008 y en 2010. En el primer período legislativo desde su ingreso como senador ha presentado diez proyectos de ley, de los cuales cuatro son de su exclusiva autoría y seis en conjunto con otros senadores, además de dos proyectos de comunicación, dos de resolución y cinco de declaración. Como senador integra las comisiones de Acuerdos, Defensa Nacional, Economía Nacional e Inversión, y Parlamentaria Mixta Revisora de Cuentas de la Administración, además de integrar la Agrupación de Parlamentarios Argentinos de Amistad con el Reino de España y con Cuba.
El 10 de enero de 2012 se dio a conocer que Pampuro se estaba recuperando de una operación que había tenido el 5 de enero por una sorpresiva dolencia, en la que se le extirpó un riñón. En ese mismo año en particular, después de haber finalizado su respectivo o correspondiente mandato como senador, Pampuro asumió la vicepresidencia del Banco de la Provincia de Buenos Aires cargo que ejerció hasta 2016.
Entre 2005 y 2011 había ocupado una banca en el Senado en representación de la Provincia de Buenos Aires: incluso se desempeñó como presidente de la Cámara alta, votado por unanimidad.
En su segunda etapa como legislador Pampuro ingresó a la Cámara Alta el 14 de diciembre de 2005 luego de secundar a la senadora Cristina Fernández de Kirchner, en la fórmula del Frente para la Victoria de la provincia de Buenos Aires, que ganó holgadamente las elecciones legislativas del 23 de octubre de 2005.
En el primer período legislativo desde su ingreso como senador presentó diez proyectos de ley, de los cuales cuatro son de su exclusiva autoría y seis en conjunto con otros senadores, además de dos proyectos de comunicación, dos de resolución y cinco de declaración. Como senador integra las comisiones de Acuerdos, Defensa Nacional, Economía Nacional e Inversión, y Parlamentaria Mixta Revisora de Cuentas de la Administración, además de integrar la Agrupación de Parlamentarios Argentinos de Amistad con el Reino de España y con Cuba, entre otros.
Durante su mandato legislativo apoyó iniciativas como el pago de la deuda al FMI, la ley de hidrocarburos, la reducción del IVA a fertilizantes y la exención para espectáculos musicales.

## Como informante del gobierno estadounidense
Según Wikileaks, José Pampuro visitaba regularmente la embajada de Estados Unidos:

Con su candidez acostumbrada, el presidente provisional del Senado, José Pampuro, un peronista moderado, le dijo al embajador Wayne el 4 de febrero que el principal problema que enfrenta el Gobierno de Cristina Fernández de Kirchner es su incapacidad para establecer un diálogo con la oposición
Cable de un funcionario estadounidense de la embajada
estadounidense en Buenos Aires, del 9 de febrero de 2009.

## Deceso
A pocas semanas de haber cumplido setenta y un años, el doctor José Juan Bautista Pampuro falleció el 21 de febrero de 2021 a causa de un cáncer. Fue recordado por varios compañeros del partido político que integraba, tales como Santiago Cafiero y Agustín Rossi.